# Fédro (filme)
Fédro é um filme brasileiro, de 2021, do diretor Marcelo Sebá, baseado no diálogo Fedro, de Platão. O elenco do filme conta com Reynaldo Gianecchini e José Celso Martinez Corrêa. O filme fez parte da programação da 45ª Mostra Internacional de Cinema de São Paulo e foi considerado o melhor documentário brasileiro de 2022, segundo o site Esquina da Cultura: "O longa-metragem (Fédro) conta com uma magia própria".
Foi indicado na categoria Melhor Filme no Festival de Cinema de Vassouras em maio de 2022. O diretor Marcelo Sebá esteve na categoria Melhor Diretor, no mesmo Festival. Assim como Reynaldo Gianecchini e José Celso Martinez Corrêa nas categorias Melhor Ator e Melhor Ator Coadjuvante, respectivamente.

## Sinopse
Fédro é um documentário que promove o reencontro entre o ator Reynaldo Gianecchini e seu mentor, o diretor José Celso Martinez Corrêa, para a primeira leitura do texto Fedro de Platão, adaptado por Zé Celso. Um reencontro evitado por mais de duas décadas.
Produzido em junho de 2019, ano do recuo das pautas progressistas na política, acontece em um apartamento no centro de São Paulo.[carece de fontes?]

## Elenco

### José Celso Martinez Corrêa
Dramaturgo, ator e diretor teatral, Zé Celso é uma das figuras mais importantes do teatro brasileiro. Nasceu em 1937, na cidade de Araraquara em São Paulo.
De 1955 a 1960, cursou Direito na USP, mas nunca exerceu a profissão. Foi durante a graduação, em 1958, que, ao lado de Amir Haddad e Carlos Queiroz Telles, o dramaturgo formou a companhia Teatro Oficina Uzyna Uzona, localizada em São Paulo, no bairro do Bixiga.
Na década de 1960, dirigiu e atuou nas peças “Pequenos Burgueses” (1963), de Máximo Gorki; “O Rei da Vela” (1967), de Oswald de Andrade; e "Na Selva das Cidades" (1969), de Bertolt Brecht. 
Com “O Rei da Vela”, o Teatro Oficina alcançou grande notoriedade, dando impulso a um movimento estético coeso e de grande abrangência, que mudou para sempre o modo de se fazer teatro no Brasil.

### Reynaldo Gianecchini
O ator Reynaldo Gianecchini nasceu em 1972, na cidade de Birigui em São Paulo.
Em 1998, fez sua estreia profissional na peça “Cacilda”, dirigida por Zé Celso Martinez Corrêa no Teatro Oficina, e em 1999 fez parte do elenco de “Boca de Ouro”. No mesmo ano, foi convidado por um diretor de elenco da Globo, para atuar na novela “Laços de Família” (2000), na qual interpretou o protagonista Eduardo. 
Em seguida, participou da novela "As Filhas da Mãe” (2001). Em 2002, protagonizou a novela "Esperança”. Continuou sua carreira televisiva participando de novelas como "Da Cor do Pecado” (2004), “Belíssima” (2005), “Passione” (2010), o remake de "Guerra dos Sexos” (2012), "Verdades Secretas” (2015) e "A Lei do Amor” (2016).
No cinema, participou de longa-metragens como “Avassaladoras” (2002), "Entre Lençóis” (2008) e "Sexo com Amor?” (2008). 
Também participou de importantes montagens do teatro brasileiro, ao lado de Gerald Thomas, Marília Pêra e Dan Stulbach.

## Premiações
- Melhor documentário brasileiro de 2022 - Esquina da Cultura[8]
- Competição Novos Diretores - 45ª Mostra Internacional de Cinema de São Paulo
- Mostra Brasil - 45ª Mostra Internacional de Cinema de São Paulo[10]
- Indicação: Melhor Filme - Festival de Cinema de Vassouras 2022
- Indicação: Melhor Diretor (Marcelo Sebá) - Festival de Cinema de Vassouras 2022
- Indicação: Melhor Ator (Reynaldo Gianecchini) - Festival de Cinema de Vassouras 2022
- Indicação: Melhor Ator Coadjuvante (José Celso Martinez Corrêa) - Festival de Cinema de Vassouras 2022[11]